# Opius palligaster
Opius palligaster är en stekelart som beskrevs av Fischer 1973. Opius palligaster ingår i släktet Opius och familjen bracksteklar. Inga underarter finns listade i Catalogue of Life.